# Bistonis
Bistonis je v řecké mytologii jméno nymfy která porodila syna bohu Arésovi, Térea.
I když je zmiňována v několika starověkých textech dnes o ní moc nevíme.